# Lidia Papaleo
Lidia Elba Papaleo (11 de enero de 1944) es una psicóloga argentina, conocida por ser la viuda del banquero David Graiver (1941–1976) quien era el dueño de diversos bancos y empresas en todo el mundo, entre las que se encontraba la compañía Papel Prensa. Es la tía de la actriz Carolina Papaleo.

## Biografía
Lidia Papaleo comienza una relación con David Graiver luego de que este se separara de Susana Rottemberg. Con él tuvo una hija: María Sol Graiver. El 7 de agosto de 1976, Graiver —de 35 años de edad— falleció en Chilpancingo (México) en un accidente de avión del que no quedan claras las causas.

### Papel Prensa
Tras el fallecimiento de su esposo, Papaleo retornó a Argentina el 16 de septiembre de 1976, durante el gobierno de facto de la dictadura cívico-militar autodenominada Proceso de Reorganización Nacional, junto a su hija entonces de veintidós meses de edad.
Tanto antes de su llegada al país como después de producida la misma, recibió amenazas de muerte hacia ella y su hija en caso de que no vendiera Papel Prensa. Luego de un tiempo fue citada por el presidente de Papel Prensa, Pedro Martínez Segovia, quien dijo ir en representación del ministro de Economía José Alfredo Martínez de Hoz y le comunicó que debía decidirse a firmar la cesión de las acciones de la compañía a un empresario argentino «no judío», por imposición del ministerio. El juez Strassera confirmó también que las presiones recibidas eran muy fuertes por parte de la organización guerrillera Montoneros, quienes reclamaban una deuda de 17 millones de dólares, provenientes del secuestro de Jorge y Juan Born, que David Graiver administraba clandestinamente. Considerando la situación en que se encontraba el país, Papaleo creyó en la autenticidad de las amenazas que había recibido y concurrió junto a los integrantes de la familia Graiver a una reunión nocturna en las oficinas del diario La Nación, el 2 de noviembre de 1976, en la que fueron distribuidos separadamente. Allí, según sus declaraciones, el representante del diario Clarín, Héctor Magnetto, le dijo:

Firme, o le costará la vida de su hija y la suya.

En esa reunión se firmó un boleto de venta que Papaleo afirma que no pudo siquiera leer. Posteriormente, el asesor de menores en la sucesión de David Graiver, objetó la venta por considerar que el precio era bajo, por lo que el juez ordenó una tasación a cargo del Banco Nacional de Desarrollo, que finalmente confirmó que el precio era por demás exiguo. Debido a que se trataba también de bienes pertenecientes a su hija menor de edad; Papaleo, como administradora del sucesorio, debía firmar a su vez la autorización del expediente. Fue detenida desaparecida el 14 de marzo de 1977.
Estando detenida, sufrió un derrame cerebral a consecuencia de las torturas, por lo que fue trasladada a un hospital. Cuando su expediente pasó a la justicia civil fue conducida a declarar ante Julio Cesar Strassera, fiscal federal durante la dictadura.
Isidoro Graiver se manifestó sorprendido por las declaraciones de su cuñada ya que “en los casi 34 años que mediaron entre aquel momento y ahora ella nunca me hizo llegar ningún comentario sobre el tema, ni en forma inmediata ni a lo largo de todo este tiempo. Me sorprendieron tanto como a cualquier lector sus declaraciones en cuanto a que había recibido amenazas. No las conocía ni conozco a nadie al que ella se las haya informado antes”.
Lo curioso es que, poco antes, había hecho declaraciones en sentido contrario al diario Tiempo Argentino: "(La de Papel Prensa) fue una operación que era a todas luces un afano, lisa y llanamente un afano. Los diarios nos humillaron".
 A raíz de las declaraciones de Lidia, la Fiscalía Nacional en lo Criminal y Correccional Federal 5 pidió la indagatoria de los directivos del Grupo Clarín Héctor Magnetto y Ernestina Herrera de Noble, además de Bartolomé Luis Mitre, Raymundo Juan Pío Podestá y Guillermo Juan Gainza Paz, en el marco de la causa en la que se investiga la apropiación irregular de Papel Prensa durante la última dictadura cívico militar.
Jorge Tassara, excompañero de cautiverio de Isidoro, afirmó que "Cuando estábamos detenidos en la Unidad 3 de La Plata, Isidoro me decía todo lo contrario, que se habían desprendido de esa y todas las empresas del grupo familiar bajo una enorme presión de lo que definía como la dictadura cívico-militar que dominaba la Argentina. Por eso, al escucharlo en estos momentos, estoy muy sorprendido, ya que Isidoro a mí me decía otra cosa dentro de la cárcel."

Gustavo Caraballo estuvo detenido en 1977 junto con Lidia Papaleo. El exembajador argentino ante la UNESCO descalificó la pretensión de "construir una nueva teoría de los hechos" y calificó de "ofensivo a la dignidad pública e inmoral" la posibilidad de que se pueda "controlar un insumo básico para la prensa libre".
"La familia Graiver soportó todo tipo de apremios y vejámenes, pero no tuvieron que ver con Papel Prensa", señaló Caraballo en una carta enviada al diario La Nación.
En la misma recordó que, cuando el gobierno de Raúl Alfonsín indemnizó a la familia por la privación de sus bienes por parte de la dictadura militar, no se incluyó Papel Prensa, ya que su venta no tenía que ver con la cuestión.
"Más de treinta años después, se pretende vincular esa transacción a la tortura y persecución de Juan, Isidoro y Lidia Graiver, por recibir fondos de Montoneros. Todo ese andamiaje es falso", aseveró Caraballo, quien también fue secretario legal y técnico de Juan Perón y asesor de Arturo Frondizi. "Como tuve conocimiento de los hechos, creo que esta carta puede contribuir a la verdad", dijo.
En 2010 la presidenta de la Argentina, Cristina Fernández de Kirchner, presentó en la Casa Rosada un informe sobre la supuesta apropiación ilegal que hicieron Clarín y La Nación, de Papel Prensa, único fabricante local de ese producto, durante la última dictadura militar (1976-1983). En esta oportunidad quien salió a desmentir esta versión fue también Isidoro Graiver. El empresario publicó una carta en varios periódicos argentinos, en la que afirmaba que Papel Prensa fue vendida en noviembre de 1976 a La Nación, Clarín y La Razón (que en la actualidad pertenece al grupo Clarín), antes de que entre marzo y abril de 1977 él, toda su familia y ejecutivos del grupo Graiver fueran secuestrados por el régimen. "Realizamos la venta de bienes de nuestros activos en las mejores condiciones que pudimos obtener, sin amenazas ni extorsiones, y en libertad", sostuvo Isidoro Graiver.  Esta versión fue desmentida posteriormente por Isidoro Graiver. El 11 de junio pasado de 2010, ante periodistas del Diario Tiempo Argentino, Isidoro Graiver, entonces de 62 años, en el bar Finisterra, en la esquina de Uriarte y Honduras, del barrio de Palermo, dijo que tenía miedo por sus hijos. Se excusó en que anteriormente había sellado un pacto familiar, que incluía sepultar los fantasmas de un pasado que los acorraló y los dejó solos. Afirmó que todo cambió con la publicación de Tiempo Argentino el 6 y 9 de junio de 2010. Dijo que las notas “No se equivocaron en casi nada.” Y se largó a hablar: “(La de Papel Prensa) fue una operación que era a todas luces un afano, lisa y llanamente un afano. Los diarios nos humillaron”. 
Por su parte Héctor Magnetto aseguró que “aunque el Estado fue accionista de Papel Prensa durante 35 años nunca cuestionó ni la historia ni a la gerencia. Clarín y la pareja presidencial no siempre estuvieron enfrentados de una manera tan agresiva”.
"Nos convirtieron en enemigos por no seguir la línea oficial", explicó Magnetto. "O uno es un seguidor incondicional que ha sido captado, o un enemigo a ser destruido", lanzó el CEO del Grupo Clarín. Y advirtió sobre "una creciente preocupación, no por los riesgos políticos y judiciales sino con respecto a la propiedad".
En 2010, Papaleo se presentó ante la asamblea de Papel Prensa y declaró:

Fui forzada a vender todo. No hubo sugerencias, fue «firmás o te mato». [...] Yo desaparecí y todo lo que pasó fue estando desaparecida. También firmé en La Plata estando desaparecida. [...] Desde el departamento de Policía me llevaban a declarar envuelta en una manta gris, porque estaba totalmente quemada, perdí mis pechos, mi abdomen y también mis genitales durante la tortura y me operaron en la cárcel de un tumor cerebral por los golpes que recibí. Al salir de la cárcel seguí viviendo todo esto, me siguieron amenazando, tuve que intervenir el teléfono y la situación siguió, siguió y siguió.

Cuando le preguntaron si había vendido la compañía antes o después de haber sido detenida sostuvo:

Yo vendí antes y durante. Seguí saliendo. En la cárcel ya estaba legal, me sacaban y me traían desaparecida para firmar. [...] En una oportunidad fui a una casa donde había dejado las acciones de La Opinión —yo tenía todas las acciones de La Opinión—. Fui a ese lugar con un señor que era mi torturador —si bien eran varios y Darío Rojo, que era uno de ellos, ya murió— y estaban presentes Etchecolatz y Camps. El otro que estaba presente, que no era policía, se llama Cozzani y era el encargado de torturarnos. A mi lado murió mucha gente, incluso niños, porque traían a los padres y si no hablaban, mataban a sus niños. También violaban a todo hombre que entrara y que supuestamente fuera homosexual. Me preguntaban a mí —que en algunos casos sabía que eran homosexuales— pero decía que no, y los violaban hasta matarlos. [...] Los tumores que me sacaron eran coágulos que se desprendieron del cerebro a raíz de los golpes. Mi nombre de desaparecida era «La impura», porque me había acostado con un judío.

Meses después, con motivo de una investigación sobre la venta de Papel Prensa, Papaleo sostuvo:

Durante mi desaparición con detención fui objeto de torturas que me provocaron graves quemaduras en mis genitales, abdomen y pechos, y los golpes recibidos provocaron un tumor cerebral, el cual se me operó en la cárcel. Todo el horror que fue mi vida después de mi secuestro es indescriptible en la serie de perversiones, vejaciones y tormentos a la que fui sometida, no obstante deseo concluir con la presente reiterando que prefiero ver los ojos y la cara de mis torturadores, antes que ver los ojos de Magnetto en el momento en que me amenazaba para que firmara.

En agosto de 2010 Isidoro Graiver y la hija de su hermano David, María Sol Graiver sostuvieron que la venta se realizó completamente libre de presiones extorsivas
Ante el juez federal de La Plata Arnaldo Corazza y el fiscal Marcelo Molina Graiver remarcó: "Nadie nos indicó quiénes debían ser los compradores de los bienes puestos a la venta. Cerramos trato con el mejor oferente para la compra”, remarcó Graiver.
Su sobrina, por su parte, manifestó en escritura pública: “Tanto en mi carácter personal como en mi carácter de heredera de mi padre, David Graiver, expreso que no tengo ni tuve acción o derecho alguno, sea patrimonial o moral contra Fapel S.A., sus accionistas continuadores, directivos, funcionarios, apoderados ni contra Arte Gráfico Editorial Argentino S.A. ni contra La Nación S.A., ni contra La Razón S.A. por la negociación, cesión y venta de las acciones de Papel Prensa S.A. a Fapel S.A. En este sentido dejó constancia que no tengo ni tuve nada que reclamar contra Fapel S.A., sus accionistas, continuadores, directivos, funcionarios, apoderados, ni contra Arte Gráfico Editorial Argentino S.A., ni contra la La Nación S.A., ni contra La Razón S.A. por la negociación, cesión y venta de las acciones de Papel Prensa S.A. a Fapel S.A.".
Luego de estas declaraciones el diario Tiempo Argentino, decidió publicar la entrevista que Graiver había brindado al matutino el 11 de junio de 2010 en la que habría sostenido que las presiones para vender eran permanentes.
El 26 de agosto de 2010, Papaleo declaró ante los fiscales federales argentinos Marcelo Molina y Hernán Schapiro, que no se encontraba detenida cuando firmó la venta de Papel Prensa, contradiciendo lo antes declarado sino que lo había hecho en un clima de fuertes presiones.
Acerca de las declaraciones que no se hicieron públicas, el diario Clarín sostuvo que Papaleo no acusó a Magnetto (CEO de Clarín) ni a Mitre (CEO de La Nación), lo que fue luego desmentido por Lidia Papaleo en una entrevista. Osvaldo Papaleo, hermano de Lidia, sostuvo a su vez que ella había declarado que al momento de realizar la venta sólo estaba en «libertad ambulatoria».
A fines de septiembre de 2010, Julio Saguier (presidente del directorio de La Nación) afirmó que se presentará en un juzgado de La Plata para detallar un encuentro que tuvo con Lidia Papeleo el 26 de mayo de 2010. Según las palabras de Saguier, Papaleo le dijo que le ofrecieron dinero para sumarse «a la operación del Gobierno» y que ya contaban con varios empresarios interesados en quedarse con la empresa. lo que fue negado por la misma Lidia Papaleo en el diario Tiempo Argentino, pasando a iniciar medidas judiciales por calumnias.
El 11 de marzo de 2015 el titular de la Fiscalía Nacional en lo Criminal y Correccional Federal 5, Leonel Gómez Barbella, pidió la indagatoria de los directivos del Grupo Clarín Héctor Magnetto y Ernestina Herrera de Noble, además del director de La Nación, Bartolomé Luis Mitre, en el marco de la causa que tiene a cargo, desde 2011, el juez federal Julián Ercolini por la apropiación irregular de Papel Prensa durante la última dictadura cívico militar. Barbella señala que se utilizó "violencia moral a fin de generar temor en las víctimas" para lograr un objetivo "ilegítimo". La causa por irregularidades en la venta de Papel Prensa durante la dictadura acumula 26 cuerpos, con el agravante de que cinco de los imputados fallecieron antes de ser llamados a declarar por el juez federal Julián Ercolini, quien tiene a cargo la investigación desde 2011.
Barbella fue nombrado al frente de la Fiscalía Nacional N.º 5 el 31 de diciembre de 2014, por la entonces Procuradora de la Nación, Alejandra Gils Carbó, para reemplazar a Eduardo Taiano, quien ya tenía a cargo la Fiscalía Nacional Nº 3 y subrogaba, desde 2013, la fiscalía a cargo de investigar la causa Papel Prensa.
Cuando la causa estaba a cargo de Taiano, la Procuraduría de Lesa Humanidad y la Unidad de Asistencia para causas de Derechos Humanos habían presentado ante el fiscal un pedido de imputación por presunta "extorsión" y "persecución por motivos raciales" para los empresarios a los que hoy se pide llamar a indagatoria.